# Scilla autumnalis
Cila-de-outubro (Scilla autumnalis) é uma planta outonal da família Hyacinthaceae, subfamília Scilloideae, e é encontrada na região mediterrânea de Portugal e Marrocos, a leste da Turquia e do Cáucaso, além da Grã-Bretanha.

## Portugal
Trata-se de uma espécie presente e autócne do território português.

## Protecção
Não se encontra protegida por legislação portuguesa ou da Comunidade Europeia.